# Baptisie
Baptisie (Baptisia) je rod rostlin z čeledi bobovité (Fabaceae). Jsou to vytrvalé byliny s trojčetnými listy a klasovitými květenstvími, které připomínají vlčí bob. Vyskytují se v počtu asi 35 druhů v Severní Americe. Některé druhy mají využití jako léčivé nebo okrasné rostliny, z druhu Baptisia tinctoria se vyrábělo modré barvivo podobné indigu.

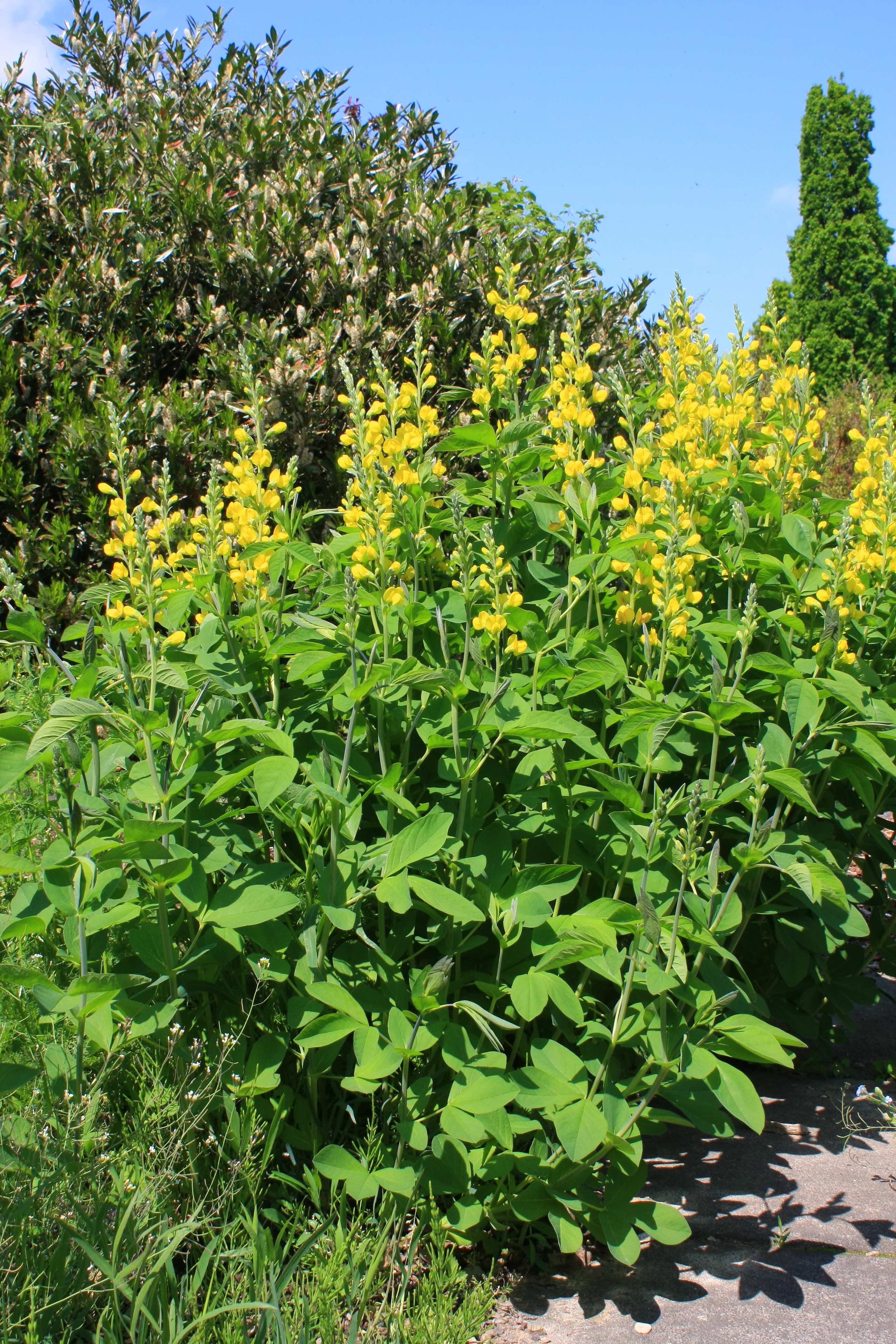
Baptisie Baptisia sphaerocarpa

## Popis
Baptisie jsou vytrvalé byliny se vzpřímenou lodyhou a hlubokou kořenovou soustavou. Stonky některých druhů jsou tlusté a dužnaté, u jiných tenké a tuhé. Listy jsou dlanitě trojčetné, výjimečně jen dvojlisté nebo jednolisté, složené z přisedlých nebo krátce stopkatých, obvejčitých až kopinatých lístků. Listy obvykle při sušení černají. Palisty jsou obvykle drobné a opadavé. Květy jsou žluté, krémové, bílé nebo modré, uspořádané ve vrcholových nebo úžlabních hroznech, řidčeji jednotlivé. Kalich je zvonkovitý, vytrvalý, lehce dvoupyský s horním pyskem celistvým až dvoulaločným a spodním hluboce trojlaločným. Pavéza je okrouhle ledvinitá, po stranách ohrnutá, asi stejně dlouhá jako křídla a člunek. Křídla jsou podlouhlá a rovná, člunek je rovný nebo mírně zahnutý. Tyčinek je 10 a jsou volné. Semeník je stopkatý, s mnoha vajíčky a zahnutou čnělkou nesoucí vrcholovou bliznu. Lusky jsou krátce až dlouze stopkaté, na bázi s vytrvalým kalichem, vejcovité až válcovité, tenké nebo kožovité, nafouklé a na vrcholu zobanité. Obsahují většinou mnoho semen, která nejsou v plodu oddělena přehrádkami.

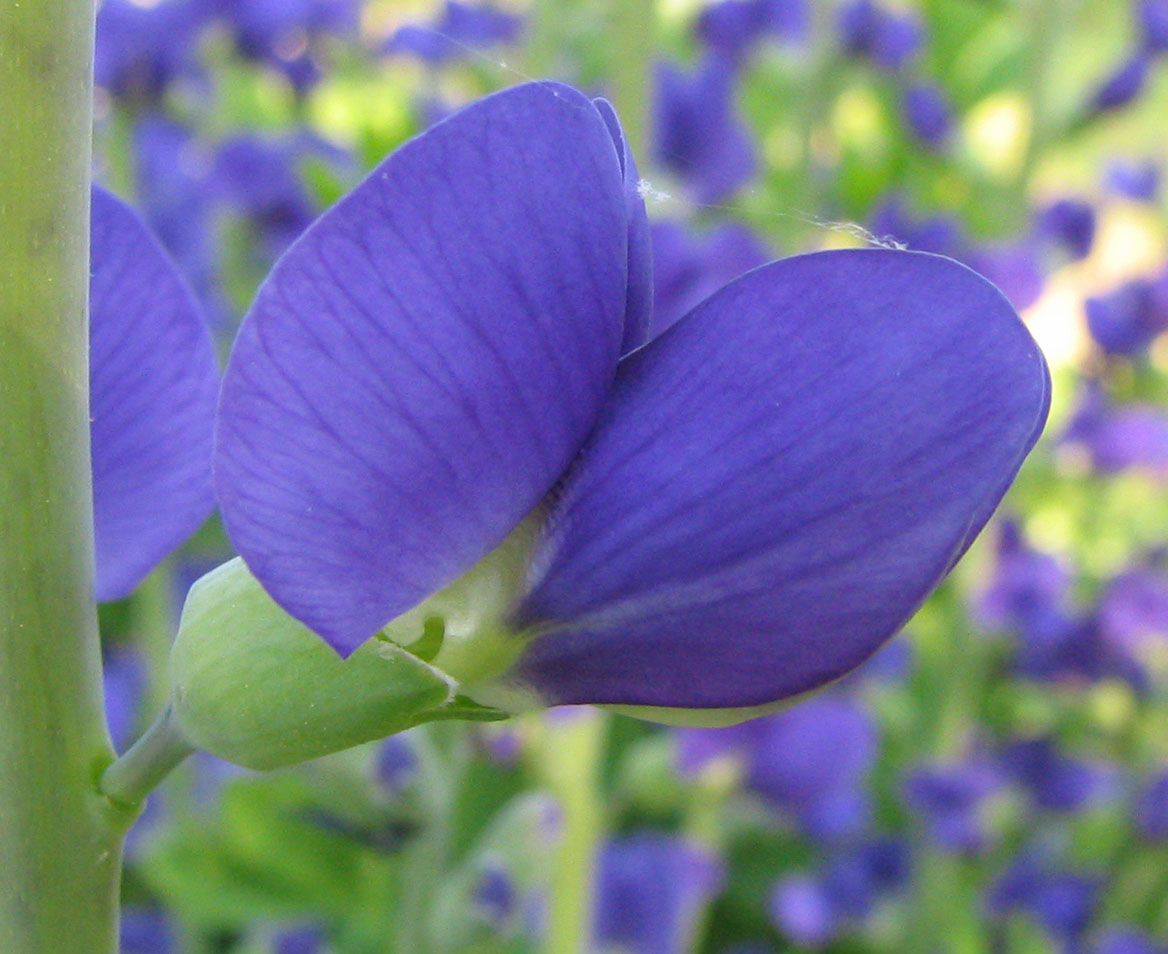
Detail květu baptisie jižní (Baptisia australis)
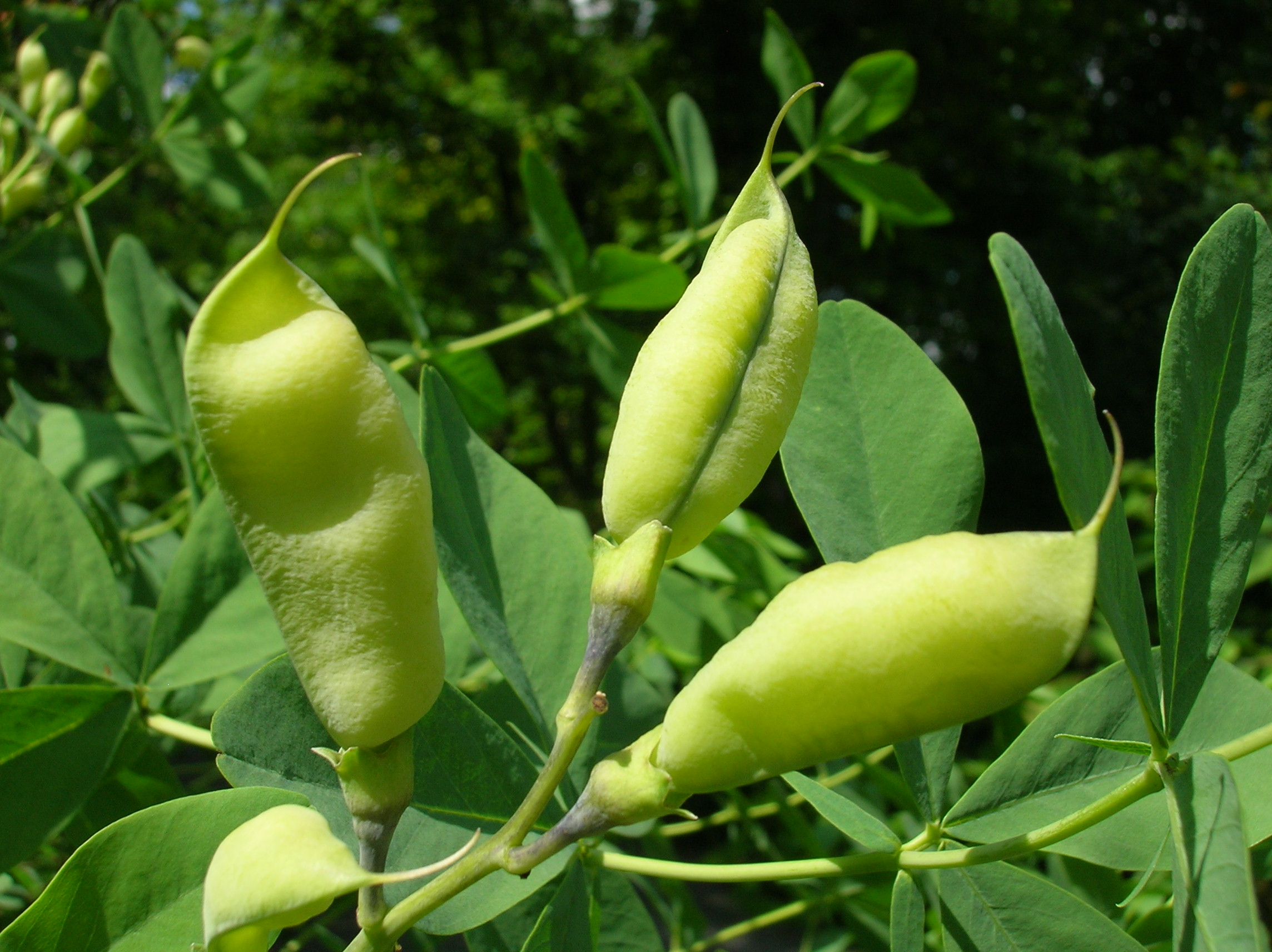
Nezralé lusky baptisie jižní
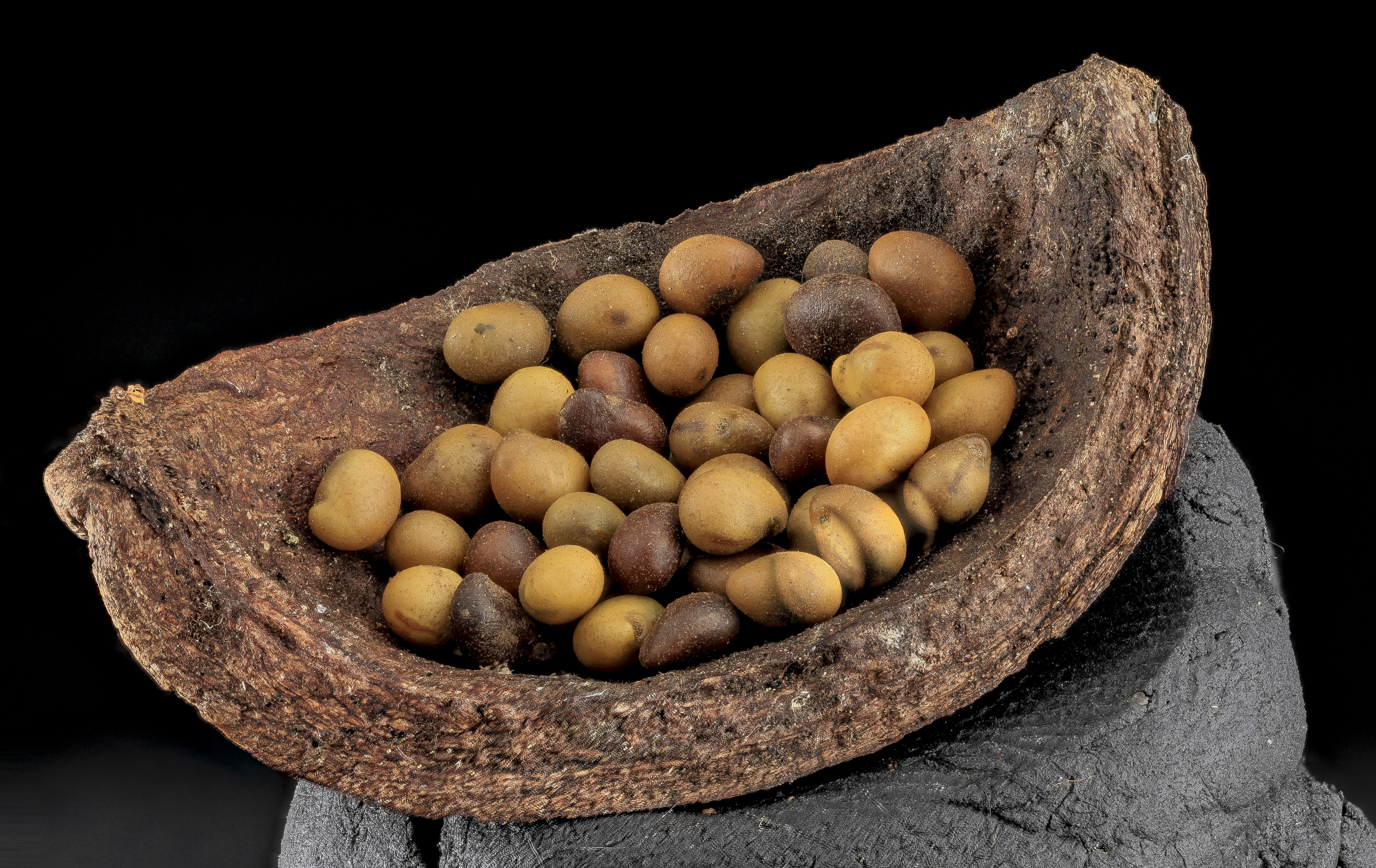
Semena Baptisia tinctoria

## Rozšíření
Rod baptisie zahrnuje asi 35 druhů. Je rozšířen v Severní Americe, zejména ve východních a jihovýchodních oblastech USA. Baptisie rostou v suchých lesích a na planinách a vyhledávají písčité půdy a říční uloženiny.

## Obsahové látky
Baptisie obsahují alkaloidy, zejména anagyrin, cytisin a methylcytisin. Dalšími významnými obsahovými látkami jsou flavonoidy.

## Zástupci
- baptisie jižní (Baptisia australis)

## Význam
Z druhu Baptisia tinctoria se v minulosti získávalo barvivo podobné indigu, kterým obarvovali zejména obyvatelé horských oblastí USA doma tkané textilie. Sušené kořeny různých druhů baptisie byly používány indiány jako emetikum a projímadlo. Jako krmivo nemají velkou hodnotu, neboť jsou hořké a některé druhy pro dobytek i jedovaté. Druh Baptisia bracteata dobře prospívá na starých odvalech po těžbě olova a slouží tak jako indikátor přítomnosti tohoto prvku v půdě.
Odvar z Baptisia tinctoria používali severoameričtí indiáni při ošetřování pneumonie, tuberkulózy a chřipky. Výhonky této rostliny v kombinaci s jalovcem Juniperus osteosperma sloužily při onemocněních ledvin. Nálev se používal při léčení neštovic. V medicíně tato rostlina slouží při ošetřování různých typů vředových onemocnění.
Některé druhy baptisií jsou pěstovány jako okrasné rostliny. Několik druhů je uváděno ze sbírek našich botanických zahrad.